# Jacques Rupnik
 (janvier 2021).
Si vous disposez d'ouvrages ou d'articles de référence ou si vous connaissez des sites web de qualité traitant du thème abordé ici, merci de compléter l'article en donnant les références utiles à sa vérifiabilité et en les liant à la section « Notes et références ».
Jacques Rupnik, né le 21 novembre 1950 à Prague, est un politologue français spécialiste des problématiques de l'Europe centrale et orientale.

## Biographie

### Jeunesse et études
Il a étudié l'histoire à l'université Paris-1 Panthéon-Sorbonne et les sciences politiques à l'Institut d'études politiques de Paris, suivant également des cours de russe à l'INALCO, avant d'obtenir un Master of Arts en études soviétiques à l'université Harvard (1974), puis un doctorat en histoire des relations internationales à l'université Paris-1 Panthéon-Sorbonne.

### Parcours professionnel
Il a travaillé comme doctorant au Russian Research Center à l'université Harvard (1974-1975), avant d'être recruté comme spécialiste de l'Europe de l'Est au BBC World Service (1977-1982) et de devenir en 1982 professeur à l'Institut d'études politiques de Paris et, depuis 1996, directeur de recherches au CERI (Centre d’études et des recherches internationales) de la Fondation nationale des sciences politiques (FNSP).
Il a été directeur exécutif de la Commission internationale pour les Balkans à la Carnegie Endowment for International Peace (1995-1996) et membre de Independent International Commission on Kosovo, 1999-2000.
Il est par ailleurs depuis 1999, professeur invité au Collège d'Europe à Bruges et un des directeurs de la revue trimestrielle Transeuropéennes. 
Il avait été de 1990 à 1992, conseiller du président tchécoslovaque Václav Havel. 
Il est par ailleurs président du club « Grande Europe ».

## Décoration
- Commandeur de l'ordre de Tomáš Garrigue Masaryk (2002)

## Ouvrages
- L'Europe des vingt-cinq : 25 cartes pour un jeu complexe (avec Christian Lequesne), Paris, Autrement, 2004 (nouvelle ed. 2005).
- Les Européens face à l'élargissement : perceptions, acteurs, enjeux, Paris, Presses de Sciences Po, 2004.
- Balkan Diary, Pristina, KACI, 2004
- International Perspectives on the Balkans, Pearson Peacekeeping Centre, Clemensport, Canadian Peacekeeping Press, 2003.
- The Road to the European Union : The Czech and Slovak Republics, (avec Jan Zielonka, dir.), Manchester, Manchester University Press, 2003.
- Kosovo Report. Conflict, International Response, Lessons Learned, (en collaboration) Rapport de la Commission internationale indépendante sur le Kosovo, Oxford, Oxford University Press, 2000.
- Le printemps tchécoslovaque, (dir.), (préfacé par Vaclav Havel), Bruxelles, Complexe, 1999.
- International Commission on Balkans, Unfinished Peace, (dir.), Washington, Carnegie Endowment, 1996.
- Les Balkans, paysage après la bataille, (dir.), Bruxelles, Complexe, 1996.
- Le déchirement des nations (dir.), Paris, Le Seuil, 1995.
- L'Union européenne : ouverture à l'Est ? (avec Françoise de La Serre et Christian Lequesne), Paris, PUF, 1994.
- L'autre Europe, crise et fin du communisme Paris, Odile Jacob / Points Seuil, 1993.
- De Sarajevo à Sarajevo : l'échec yougoslave, (dir.), Bruxelles, Complexe, 1992.
- The Other Europe, London, Weidenfeld and Nicolson, 1988.
- Le nouveau continent (avec Dominique Moïsi), Paris, Calmann-Lévy, 1991.
- L'Amérique dans les têtes (avec Denis Lacorne et Marie-France Toinet), Paris, Hachette, 1986.
- Totalitarismes (avec Guy Hermet et Pierre Hassner), Paris, Economica, 1984.
- Histoire du parti communiste tchécoslovaque, Paris, Presses de la Fondation nationale des sciences politiques, 1981, (édition tchèque 2002).